# Shimane (Shimane)
Shimane (島根町 Shimane-chō?) era un pueblo localizado en el distrito de Yatsuka, en la prefectura de Shimane, Japón.

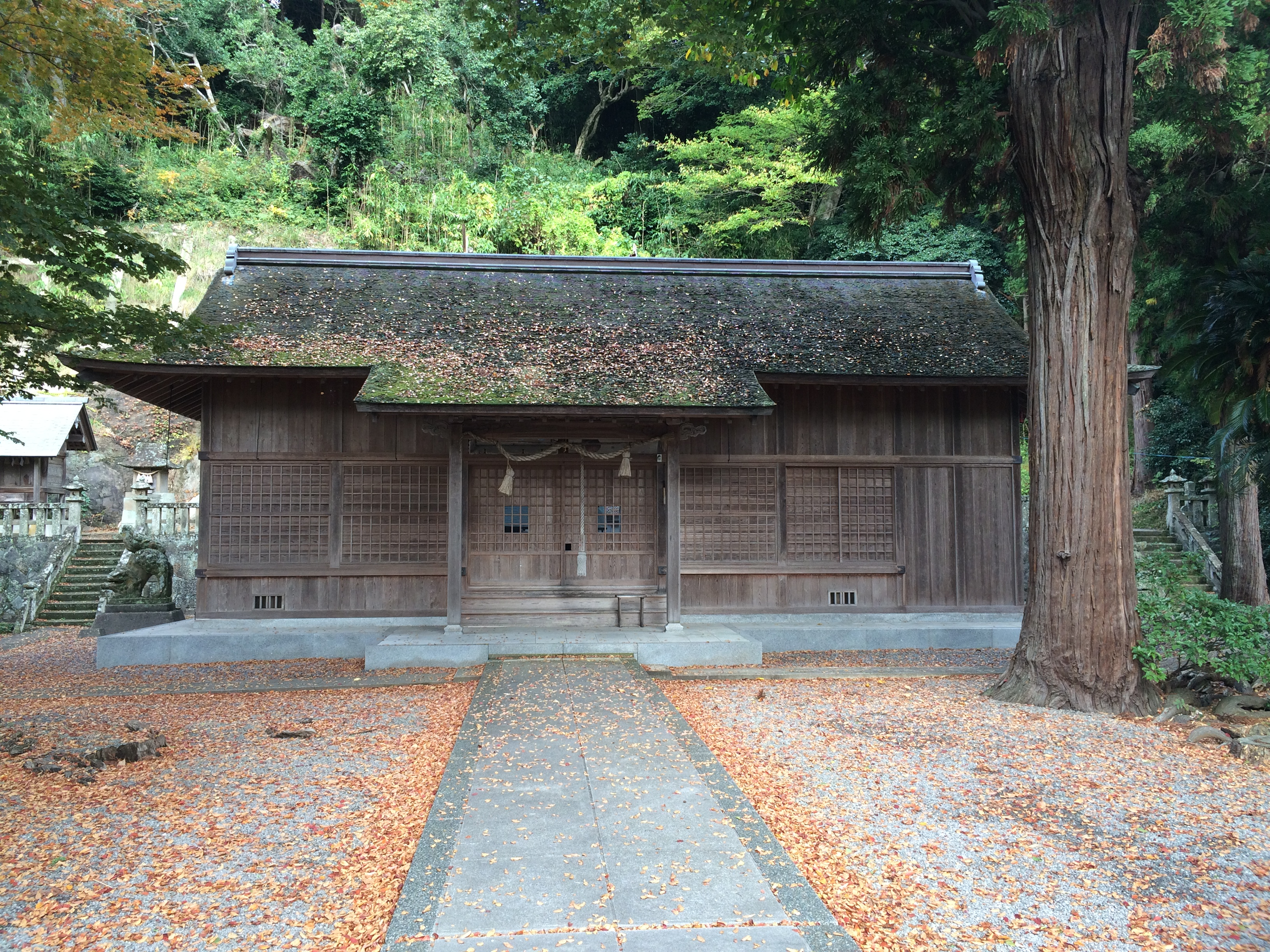
Santuarios en Matsue

A partir del 2003, el pueblo tuvo una población estimada de 4292 habitantes y una densidad de 115.25 personas por km². El área total fue de 37.24 km².
El 31 de marzo de 2005 Shimane, junto con los pueblos de Kashima, Mihonoseki, Shinji, Tamayu, Yatsuka, y la villa de Yakumo del distrito de Yatsuka se fusionaron con la ciudad de Matsue.
- Datos: Q7496828